# Édes Emma, drága Böbe
A Édes Emma, drága Böbe (alcíme: Vázlatok, aktok) színes, 81 perces, 1991-ben készült magyar játékfilm. Rendezője és a forgatókönyvírója Szabó István.

## Történet
A film Budapesten, a rendszerváltás idején játszódik, és a változások kárvallottjainak talajvesztését, útkeresését vázolja fel; „térségünkben az elsők között szól a 'rendszerváltozásnak' nevezett történelmi átalakulás mindennapjairól.”
Miután az orosz nyelvet törölték az iskolai kötelező tantárgyak közül, a budapesti iskola két orosz szakos tanárnője, Emma és Böbe is fölöslegessé vált. Esti tanfolyamon angoltanárrá képezik őket. Emma diplomásként újságárusításra kényszerül, szerelmi kapcsolata a gyáva Stefanics iskolaigazgatóval kilátástalan. A tanári kar biztonságérzetükben megrendült, egymást vádoló, szánalmas alakokra esik szét. A film egyik legjobb jelenetében Böbével együtt meztelenül sorakozó nők: pedagógusok, ápolónők, szakiskolát végzettek várják reménykedve, hogy a filmgyári próbafelvételen megfeleljenek. Böbe külföldieket szed föl, valutaüzérkedés miatt meggyűlik a baja a rendőrséggel, végül reményvesztetten kiugrik a pedagógusszállás ablakán.

## Fogadtatás
A film alacsony költségvetéssel, kevés pénzből készült. A rendező előző 3–4 filmjéhez képest szerény kiállítású alkotás, ezt az alcíme is jelzi: Vázlatok, aktok. Története egyszerűbb, hősei kisszerűbbek, de a történelmi jelen – a forgatás jelenideje – magyar valóságának mindennapjaiból valók. Ezt általában a korabeli kritikák is kiemelik, és egyes jellemző megállapításokon túl (például: „vázlatos”, „lírai állapotrajzok”, „pillanatkép”) lelkesült értékelések is találhatók: „Az Édes Emma, drága Böbe (Vázlatok, aktok) című film a legjobb és legjelentősebb alkotás, ami az utóbbi években s kiváltképp a legutóbbiakban [1991!] magyar moziművésztől kitellett.”
Először 1992 februárjában a XXIII. Magyar Filmszemlén vetítették, moziban bemutatóját 1992. március 20-án tartották.

## Szereplők
- Johanna ter Steege (Emma) (magyar hangja: Bánsági Ildikó)
- Börcsök Enikő (Böbe)
- Andorai Péter (Stefanics igazgató)
- Kerekes Éva (Szundi)
- Temessy Hédi (Mária néni)
- Pásztor Erzsi (Rózsa néni)
- Patkós Irma (Hermina néni)
- Bódis Irén (Emma anyja)
- Gaál Erzsébet (Raktárosnő)
- Mucsi Zoltán (Szilárd, a rajztanár)
- Jordán Tamás (Szaglár százados)
- Máté Gábor (Ügyeletes tiszt)

## Díjak
- 1992: Berlin – Ezüst Medve díj és az ökumenikus zsűri külön dicsérete
- 1992: Felix-díj a legjobb forgatókönyvírónak (Szabó István), valamint Johanna Ter Steege jelölése a legjobb európai színésznő kategóriában
- 1992: Róma – Az Olasz Filmkritikusok Szövetsége Ezüst Szalag díja az év legjobb európai filmrendezőjének
- 1993: Magyar Filmkritikusok Díja a legjobb női alakításért Johanna Ter Steege-nek